# Сивре (Шер)
Сивре (фр. Civray) насеље је и општина у централној Француској у региону Центар (регион), у департману Шер која припада префектури Бурж.
По подацима из 2011. године у општини је живело 1001 становника, а густина насељености је износила 24,49 становника/km². Општина се простире на површини од 40,87 km². Налази се на средњој надморској висини од 155 метара (максималној 162 m, а минималној 125 m).

## Демографија
| 1962. | 1968. | 1975. | 1982. | 1990. | 1999. | 2011. |
| ----- | ----- | ----- | ----- | ----- | ----- | ----- |
| 832   | 893   | 840   | 813   | 1.023 | 1.004 | 1.001 |

График промене броја становника у току последњих година